# Riccardo Scarpa
Pour les articles homonymes, voir Scarpa.
Riccardo Scarpa, né à Venise le 26 octobre 1905 et mort à Paris le 18 août 1999 à Saint-Calais, est un dessinateur, sculpteur et médailleur italien. 

## Biographie
Élève de De Loto et de Carlo Lorenzetti à l'Académie royale des beaux-arts de Venise, Riccardo Scarpa arrive à Paris en 1928. Il résidera en France jusqu'à sa mort en 1999.
En 1974, la Société des artistes français lui décerne la médaille d'or pour l'ensemble d’œuvres qu'il expose au Salon des artistes français.

## Œuvres
Source : « Riccardo Scarpa.Sculpteur vénitien (1905-1999) », sur campiello-venise.com.

### Dessin
- Odette.
- Fréderic.
- Julie.
- Pyramide.
- Belle endormie.
- Martine.
- Révélation.

### Sculpture
- Saint Georges (1923), d'après le tableau d'Andrea Mantegna, marbre sculpté alors qu'il étudiait à l'Académie des beaux-arts de Venise.
- La  Pieta (1927), marbre.
- Femme nue debout.
- Jean-Antoine (1944), bronze à la cire perdue.
- Éthiopie, tête de femme éthiopienne, en pierre.
- Éthiopienne au vase, terre cuite à patine ocre rouge.
- Égypte, tête de femme égyptienne, en pierre.
- Négrillon au vase, sculpture en granit.
- Icare (1968), bronze à la cire perdue.
- Le Danseur (1968), bronze à la cire perdue.
- Danseuse de ballet, laiton.
- La Gitane, bronze à la cire perdue.
- Belle endormie, gesso à patine.
- Femme africaine à la cruche, terre cuite à patine noire.
- Christ, bronze à patine noire.
- Femme agenouillée portant un enfant sur la tête, bronze à patine noire.
- Le Cheval (1944), terre cuite.
- Chat.
- Gazelle, bronze patiné à la cire perdue.
- Taureau, bronze à la cire perdue.
- Le Cygne, bronze à la cire perdue.
- Ours polaire, céramique à patine noire.
- Poule d'eau, bronze à patine noire.
- Cygne, bronze à patine noire.
- Coq, bronze à patine noire
- Pied de lampe en laiton figurant deux oiseaux stylisés.

### Médaille
- Pétrarque (1304-1374).
- Boccace (1313-1375).
- L'Arioste(1474-1533) Roland furieux, 72 mm, 220 g env.
- Titien (1488-1576).
- Le Tasse (1544-1595).
- Savinien Cyrano de Bergerac (1619-1655).
- Paganini, Le violon du diable, (1782-1840).
- Giacomo Leopardi (1798-1837).
- Riccardo Scarpa (né en 1905).
- Leonor Fini (1908-1996).
- Claude Lévi-Strauss (1908-2009).
- François Mitterrand (1916-1996), président de la République française. Avec la devise « Ici et maintenant ». Une version unicolore et une autre bicolore. Éditées par la Monnaie de Paris (1985). 80 mm, 440 g env.
- Torcello, île située au nord de la lagune de Venise.

### Source
- « Riccardo Scarpa.Sculpteur vénitien (1905-1999) » sur campiello-venise.com.